# Знаменский, Иоанн Денисович
Иоанн Денисович Знаменский (1 июля 1833 — 23 февраля 1910) — протоиерей Русской православной церкви, настоятель Свято-Духовской церкви (Малого Златоуста).

## Биография
Родом из Нижегородской губернии, дьяческий сын. В 1858 году окончил Казанскую духовную академию, после чего определён в Пермскую духовную семинарию наставником нравственного богословия и соединённых предметов во II классе высшего отделения.
В 1860 году Преосвященным Неофитом, архиепископом Пермским и Верхотурским произведён в священники пермской церкви Божьей Матери «Всех скорбящих Радость». В 1861 году переведён из Перми в Екатеринбург и назначен настоятелем Свято-Духовской церкви.

### Деятельности в Екатеринбурге
Первый настоятель Свято-Духовской церкви (Малого Златоуста), гласный Городской Думы двух созывов, член Консистории, инспектор классов Епархиального женского училища, организатор и руководитель приходской школы при своей церкви, помощник председателя братства святого Симеона Верхотурского, учитель закона Божия в мужской гимназии.

### Семья
Жена Ольга Васильева.
- Сын Василий (род. 10.03.1861).
- Сын Борис (род. 01.04.1876).
- Сын Сергей (род. 10.04.1879).
- Дочь Клавдия (род. 11.09.1862).
- Дочь Мария (род. 21.03.1864).
- Дочь Екатерина (род. 17.12.1870).

## Память
- Могила у южной стены храма «Большой Златоуст» в Екатеринбурге